# Carex bicknellii
Carex bicknellii är en halvgräsart som beskrevs av Nathaniel Lord Britton och Addison Brown. Carex bicknellii ingår i släktet starrar, och familjen halvgräs. Inga underarter finns listade i Catalogue of Life.

## Bildgalleri

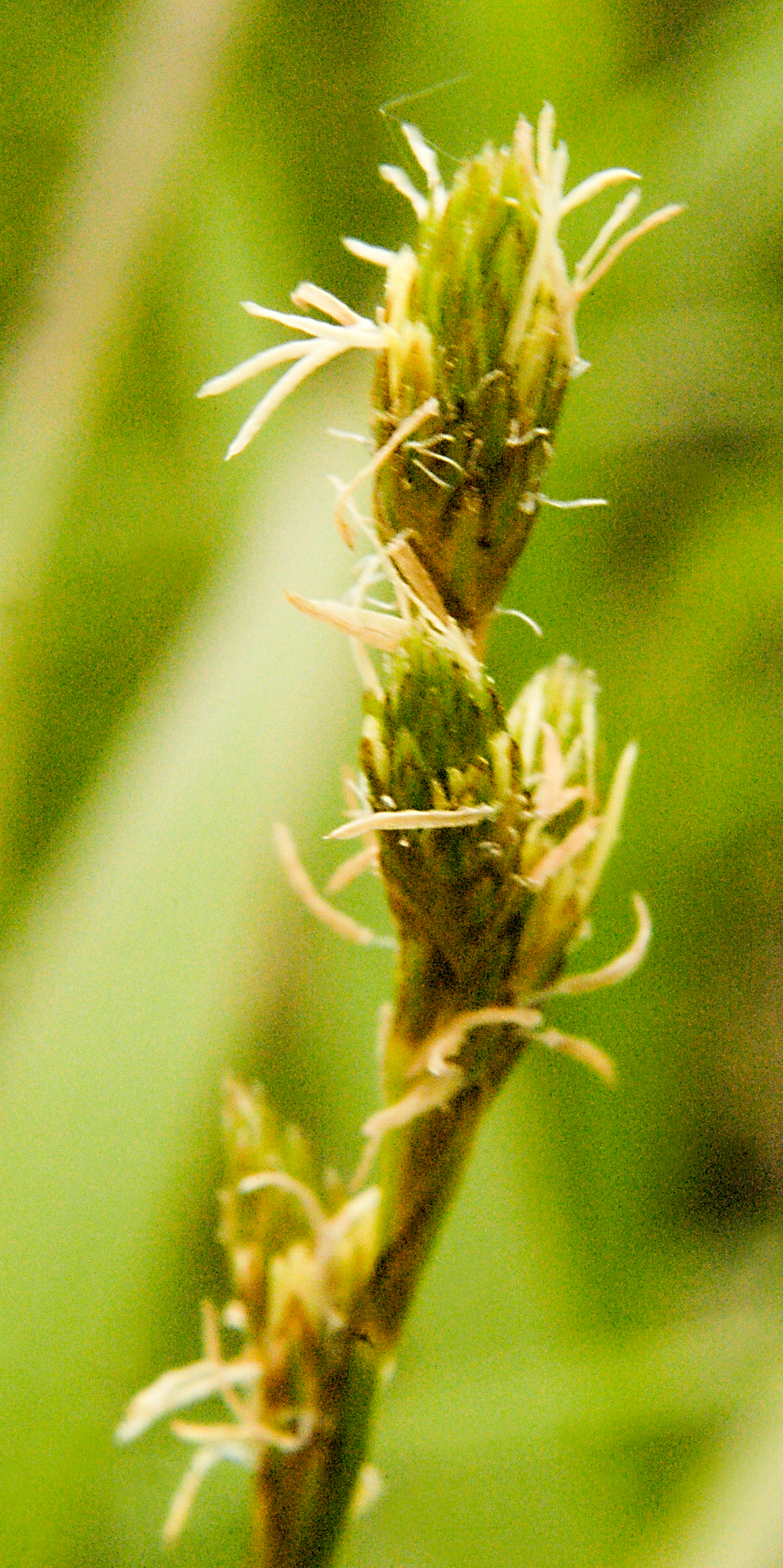